# 齊亞帕犀牛式左輪手槍
齊亞帕「犀牛」（英語：Chiappa Rhino，以下簡稱為「犀牛」）是一款由意大利槍械製造商齊亞帕所研製和生產的左輪手槍系列，發射.357 S&W馬格南（或火力相對較弱的.38 S&W特種彈）、9×21毫米IMI、.40 S&W口徑子彈。

## 歷史
在齊亞帕集團的旗下共有5家分公司，除意大利外，在美國亦設有分公司，而犀牛就出自齊亞帕美國分公司。
齊亞帕美國分公司最初在美國也是銷售仿古輕武器，包括老式的前裝步槍、“活門”單發步槍、溫徹斯特連發步槍等。其後公司的生產經營策略有所改變，開始涉足M1911手槍市場及AR-15步槍市場。之後瞄準左輪手槍市場，決定在左輪手槍市場上開闢新天地。經過長時間的研發與試驗，終於將犀牛向市面推出。該左輪手槍的市場定位為警用及民用武器市場。
由於犀牛系列獨具匠心，有著讓人耳目一新的設計和優秀的性能，受到了全世界槍械愛好者的熱烈歡迎。

## 設計細節

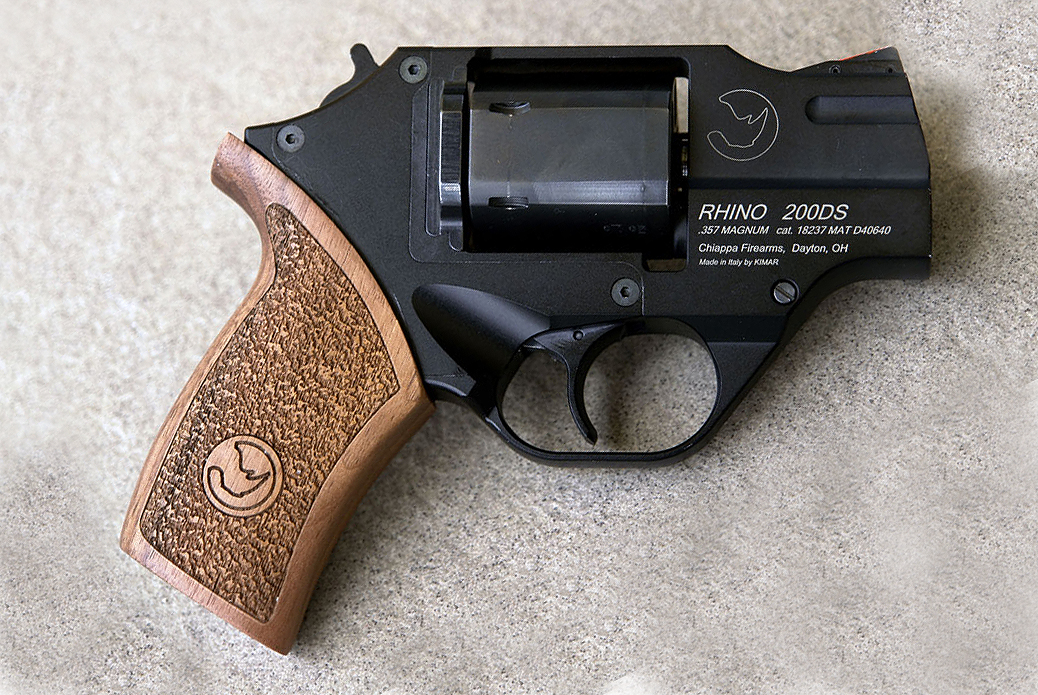
齊亞帕犀牛200D左輪手槍

在外觀輪廓上，該槍比一般左輪手槍更為棱角分明，具有一種超前的現代感。其底把是由7075铝合金所製造，而槍管、弹巢和其他重要部分則由钢所製造。

### 型號
最初推出的犀牛為最輕小的20DS型，全槍長165毫米，槍管長50.8毫米。空槍質量為700克（22.51盎司）。發射.357 S&W馬格南或火力相對較弱的.38 S&W特種彈。在槍身右側具有小犀牛頭圖案，犀牛頭下方的槍身銘文標示著武器口徑、公司名稱、地址和產地。該槍全槍呈黑色，槍身表面使用烤藍處理。另外一個版本為化學鍍镍拋光不鏽鋼型號，全槍呈銀色，簡稱為“白犀牛”，價格稍為高昂。
自第一款犀牛日益受到市場的歡迎後，公司又接續推出了槍管長度為101.6毫米（40DS）、127毫米（50DS）以及152.4毫米（60DS）的三款延長槍管型犀牛，隨著槍管長度的延長，這三款延長型左輪手槍也在槍管下方相應整合了一條MIL-STD-1913戰術導軌。40DS與50DS型在槍管下方增設了戰術導軌以便安裝各種戰術燈、雷射瞄準器和其他戰術配件。而在最長的60DS型上，除了下方的戰術導軌，在槍管上方肋條也增設了戰術導軌，而且槍管上、下方戰術導軌不對稱設置，以免在兩條導軌上同時加裝附件時會導致質量過於集中在一個部位。這三款延長型的槍管上方的轉輪座部分採用鏤空設計，令其很像槍管散熱肋條，有助於減輕武器質量。無論哪種槍管長度的槍型，其前部都帶有的三角形準星都可拆卸，並且改為红色光纖準星。

### 槍管
犀牛的槍管軸線位於轉輪軸線之下，比大多數其他的左輪手槍都要低。這樣設計是因為它從彈巢最下方的膛室射擊，而非從彈巢最上方的膛室射擊。這種設計的優點是使槍管軸線最大限度地與射手持槍手的虎口高度相同。在射擊時，通過引導其後座力，使後座力幾乎正直地作用於射手手腕上的虎口部位，而非向上；加上犀牛本身的質量，就可以大幅降低射擊時產生的槍口上揚。儘管這種槍管軸線位於轉輪軸線下方的設計並非犀牛首創，但考慮到犀牛發射.357 S&W馬格南或火力相對較弱的.38 S&W特種彈，採用這一設計讓人感到用意之深。

### 六邊形彈巢
犀牛的轉輪亦另一個顯著的特點，與普通左輪手槍有所區別的是，其六發彈巢為六角柱形，而非圓柱形（雖然帶有圓角）。外型獨特的六邊形轉輪是為了降低武器在隱蔽攜帶用途方面的輪廓，亦減輕了轉輪本身的質量，相應也減少了其扳機扣力。

### 擊錘與待擊解脫桿
與大多數的左輪手槍相反，犀牛事實上採用內置式擊錘。所以轉輪座後部那個酷似擊錘的零件不是擊錘而是待擊解脫桿。它的主要作用是把處於待擊位置的擊錘解脫待擊狀態。擊錘在射擊以後會回退到入定位。這樣令其外部運動部件的數量最大限度地減少，但亦使左輪手槍的內部更為複雜。待擊解脫桿上還設有U形缺口，可以作為照門使用。而延長槍管型犀牛則設有其獨立照門。

### 扳機
除了雙動型200D，其他犀牛型號的扳機為雙動／單動操作設計。與一般左輪手槍不同的是，犀牛由雙動狀態實現擊發而轉為單動狀態時，其頂部會出現一個紅點以提醒射手手槍已經變成單動狀態，擊錘已經處於待擊位置。如果想要改回雙動並把擊錘安全釋放至擊發位置，只需用大拇指按壓待機解脫桿即可。此外，其扳機護圈後上方的轉輪座兩側加工有指槽，方便射手握持及扣動扳機。與200D型相反，關於-DS型的問題已經在YouTube上證明出來。而且顯然地，只有2英吋的200D型號配備了純雙動操作扳機。

### 保險裝置
犀牛具有三處獨特的保險。首先是擊針保險，當轉輪彈膛沒有真正到位時，擊針會被阻擋而無法前移，以免因意外導致的擊錘迴轉打擊擊針產生的膛炸危險。擊針只可在轉輪膛室到位以後才可無阻礙地前移。其次是扳機保險，當轉輪彈膛沒有完全到位時，扳機會被相應的螺釘抵住而無法扣動，從而無法解脫擊錘以確保安全。扳機只有轉輪膛室到位以後才能被扣動。最後是單動保險，當犀牛處於單動狀態時，擊錘與擊針之間被保險塊隔開，使擊錘在意外迴轉時無法打擊擊針，從而保證了安全性。而阻隔擊針、擊錘保險塊只有在扣動扳機時才會讓開，使擊錘能夠順利打擊擊針，從而擊發槍彈。齊亞帕將之稱為“世界上最保險的左輪手槍”

### 握把
在犀牛的握把設計上，其後部具有類似M1911手槍的“海狸尾部”式設計，使射手握持時能夠正確握住握把，避免因為不正確握持帶來射擊時的傷害。犀牛的握把可以選用黑色橡膠或高品質木材製造。採用橡膠製造的握把可以吸收一部分後座力；而採用高品質木材製造的高級握把上則刻有各種防滑圖案。

## 衍生型

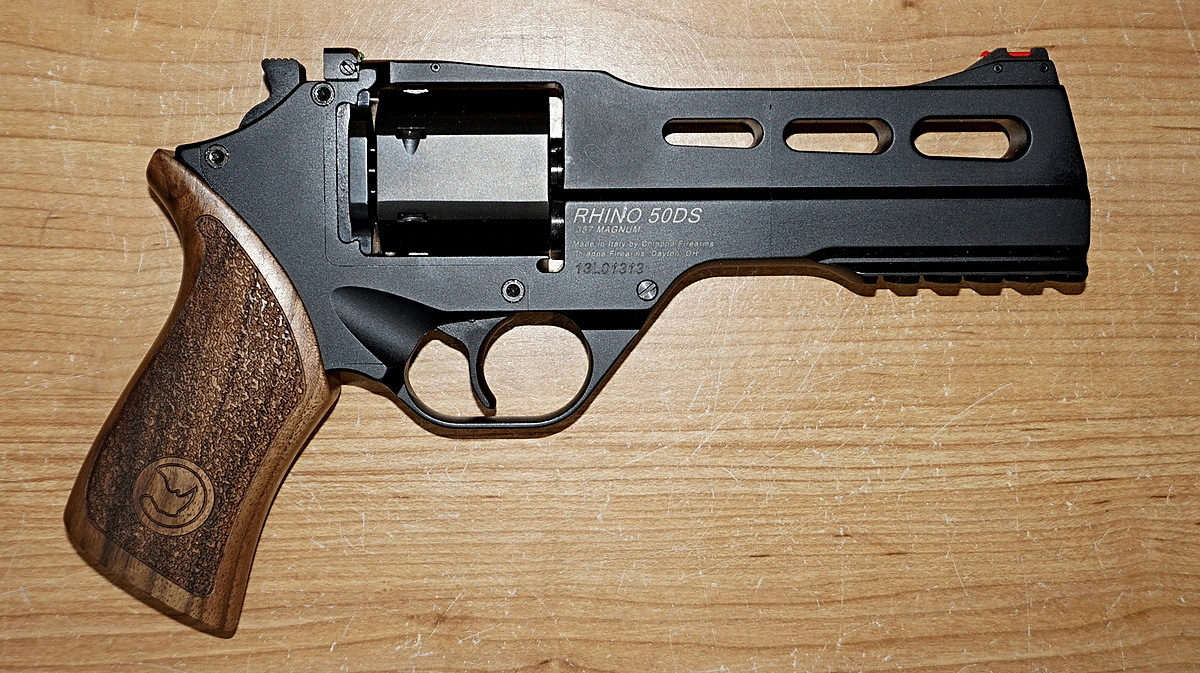
.357麥格農口徑齊亞帕犀牛50DS（5英寸槍管型）左輪手槍

- POLYLITE 20DS，使用聚合物底把[8]
- 20D（純雙動操作2英寸槍管型）
- 20DS（雙／單動操作2英寸槍管型）
- 40DS（雙／單動操作4英寸槍管型）
- 50DS（雙／單動操作5英寸槍管型）
- 60DS（雙／單動操作6英寸槍管型）

## 流行文化
犀牛系列登場於多部电影、电視、电子游戏和動画裡，例如：

### 電影
- 2012年—：型號為50DS黑色底把型和50DS不鏽鋼底把型：
  - 50DS黑色底把型使用定制槍管重量、裝上小型綠色發光二極管並且由不列顛聯邦警察部隊和特警隊所使用，其中一把被主角道格·奎德（Douglas "Doug" Quaid，飾演）所奪取；50DS黑色底把型亦由不列顛聯邦總理柯黑根（Cohaagen，布萊恩·克蘭斯頓飾演）用作佩槍（英语：Side arm）。
  - 50DS不鏽鋼底把型使用定制槍管重量、裝上小型綠色發光二極管並且由蘿莉（Lori，飾演）用作佩槍（英语：Side arm），曾被主角道格·奎德所奪取，然後被她奪回。
- 2014年—：型號為50DS不鏽鋼底把型，由托比亞·「四號」·伊頓（Tobias "Four" Eaton，提奥·詹姆斯飾演）和碧翠絲·「翠絲」·普里爾（Beatrice "Tris" Prior，莎蓮·活莉飾演）所使用。
- 2015年—：型號為50DS不鏽鋼底把型。
- 2016年—：型號為60DS黑色底把型，裝上鑲嵌了金小丑徽標的白色握把、槍管隔熱罩的金飾和弹巢上的“愛”／“恨”交替金飾，由「哈莉·奎茵」／哈琳·法蘭西斯·昆澤爾醫生（Harley Quinn／Dr. Harleen Frances Quinze，瑪歌·羅比飾演）所使用。
- 2017年—：型號為50DS不鏽鋼底把型，由德克（Doc，約恩·麥肯飾演）所使用。
- 2017年—：型號為60DS黑色底把型，由德古沙（Togusa，黃經漢飾演）所使用。
- 2019年—：型號為60DS不鏽鋼底把型，由路克·賀斯（Luke Hobbs，巨石強森飾演）所使用。

### 電視劇
- 2010年—《尼基塔》：型號為50DS黑色底把型和20DS不鏽鋼底把型：
  - 2011年4月7日第1季第17集「契諾」（Covenants），50DS黑色底把型由妮基塔（Nikita，Maggie Q飾演）在與卡里姆的手下槍戰時所使用。
  - 2012年3月30日第2季第18集（播出順序為第40集）「力量」（Power），20DS不鏽鋼底把型裝上红色光纖準星並且由阿里·塔薩洛夫（Ari Tasarov，彼得·奧特布里奇飾演）所使用。
  - 2012年11月9日第3季第4集（播出順序為第49集）「後果」（Consequences），20DS不鏽鋼底把型裝上红色光纖準星並且由阿里·塔薩洛夫（Ari Tasarov，彼得·奧特布里奇飾演）所使用。
  - 2012年12月7日第3季第6集（播出順序為第51集）「後果」（Sideswipe），50DS黑色底把型原本由塔里克·華里弗（Tariq Rafat，Maggie Q飾演）所使用，後來被賽勒斯（Cyrus）所奪取並於圣卢西亚拋棄。
- 2011年—《諜影迷情》：型號為50DS黑色底把型和20DS不鏽鋼底把型：
  - 2011年7月21日第2季第3集（播出順序為第14集）「砰惹的禍」（Bang and Blame），50DS黑色底把型由實習生於射擊訓練時所使用。
  - 2012年7月17日第3季第2集（播出順序為第29集）「聲音和視覺」（Sound and Vision），20DS不鏽鋼底把型裝上红色光纖準星原本由MSS聘請的殺手所使用，後來被安妮·沃克（英语：Annie Walker）（派珀·波兒普拉寶飾演）所奪取；2012年9月4日第3季第8集（播出順序為第35集）「玻璃蜘蛛」（Glass Spide）時由安妮·沃克用作配槍（英语：Side arm）。[9]
- 2014年—《閃電俠》：型號為20DS不鏽鋼底把型，2014年10月7日第1季第1集「試播集」（英語：Pilot），由搶劫犯之弟馬克萊／氣候巫師（Clyde Mardon/Weather Wizard，Chad Rook飾演，香港配音：周倚天）用作配槍（英语：Side arm）。

### 电子游戏
- 2012年—：型號為60DS黑色底把型，命名為「野豬」（Wild Boar），由Bodark偵察兵所使用。必須於火線獵殺網站解鎖方可在遊戲中出現。可以使用穿甲彈藥、紅點鏡、雷射瞄準器和比賽等級扳機改裝。
- 2012年—《戰爭前線》：型號為60DS，命名為「Rhino 60DS」，以6發弹巢供彈，作為副武器登場並可由所有職業使用，可以改裝枪口配件（手槍制退器、手槍刺刀）以及瞄准镜（EOTECH 553全息瞄准镜、绿点全息瞄准镜、红点瞄准镜、手槍瞄準鏡）。
- 2013年—：重型手槍，命名為「Zubr」，可以在頂部導軌上安裝某些光學瞄準鏡，由敵對部隊所使用。奇怪地發射.45 ACP子彈。
- 2013年—《影武者》：型號為60DS黑色底把型，命名為「Tosainu 13式左輪手槍」，奇怪地彈巢能裝填8發子彈。
- 2013年—：资料片「海軍風暴」（Naval Strike）武器之一。只在聯機模式中登場。型號為40DS黑色底把型，命名為「SW40」（中文版則命名為「SW40左輪手槍」），發射.357麥格農子彈，以6發彈巢供彈。聯機模式時為所有兵種的解鎖武器包武器之一，於完成小任務「變化球」（使用觸發手榴彈擊殺10人）時解鎖，被歸類為佩槍（英语：Side arm），並可以使用手電筒、防火帽、鬼環、制動器、迷你、雷射瞄準器、德爾塔、重型槍管以及三件戰鬥包附件（消光器、綠點雷射瞄準器、雷射／燈光組合、戰術燈、三光束雷射當中之三）。
- 2014年—：型號為60DS黑色底把型，命名為“Wild Boar”。
- 2016年—《湯姆克蘭西：全境封鎖》：型號為20DS黑色底把型、40DS黑色底把型和60DS不鏽鋼底把型：
  - 20DS黑色底把型命名為短管犀牛式（Snubnosed Rhino）。
  - 40DS黑色底把型命名為犀牛式（Rhino）。
  - 60DS不鏽鋼底把型命名為犀牛式特種型（Rhino Special），為唯一裝上瞄準鏡的佩槍；有黃金版本。
- 2017年—《硝云弹雨》：型号为20DS，作为“投弹手”职业可用武器之姿出现，命名为“犀牛”，在投弹手职业等级达到12级时可解锁并使用。
- 2017年—《逃離塔科夫》：命名為CR 200DS 9mm，使用9×19mm系列子彈
- 2017年—《绝地求生》：于1.0版本发布，命名為“R45”，使用.45 ACP弹药，可配备红点及全息瞄准镜
- 2018年— 在Operation Para Bellum中加入游戏，型号为40DS，命名为Keratos .357，由意大利特别干预组干员所使用。
- 2019年—《湯姆克蘭西：全境封鎖2》：型號為20DS黑色底把型、40DS黑色底把型和60DS黑色底把型
  - 20DS黑色底把型命名為短管黑犀式（Snubnosed Rhino）。
  - 40DS黑色底把型命名為黑犀式（Rhino）。
  - 60DS黑色底把型命名為黑犀式特種型（Rhino Special），為唯一裝上瞄準鏡的佩槍。

### 動畫
- 2010年—《玩伴貓耳娘》：型號為20DS不鏽鋼底把型，第4話「我來綁架你了」（さらいきにました），由金武城真奈美（きんじょう まなみ，聲優：戶松遙）所使用。
- 2017年—《Fate/Apocrypha》：型號為20DS黑色底把型，由六導玲霞（りくどう れいか，聲優：中原麻衣）用以試圖刺殺齊格，奇怪地會在1990年代出現。
- 2022年—《Lycoris Recoil》：型號為20DS黑色底把型，在第6話「相斥相吸」（Opposites attract）中由真島（まじま，聲優：松岡禎丞）所使用。

## 資料來源
1. 1 2 3 4 5 6 7 8 9 10 11 12  Modern Firearms article 的存檔，存档日期2010-08-08.
2. 1 2 3  .   [2013-06-12]. （原始内容存档于2012-04-23）.
3. 1 2 3  2009 catalog page 3 (PDF)[]
4. 1 2 3 4 5 6  "Chiappa’s New Upside-Down Revolver" by ShootingIllustrated.com 的存檔，存档日期2015-09-25.
5. ↑  The first digit in the model number indicates the barrel length, in inches.  If this is followed by "DS", the action is DA/SA; if followed by "D", the action is DAO.
6. 1 2 3 4 5 6 7 8 9 10 11  2009 catalog page 57 (PDF)[]
7. 1 2  Mann, Richard（April 20, 2011）. "Anything but Ordinary: The Chiappa Rhino" （页面存档备份，存于）, American Rifleman
8. ↑  .   [2016-04-03]. （原始内容存档于2016-04-14）.
9. ↑  .   [2016-04-03]. （原始内容存档于2021-04-21）.

## 外部連結
- （英文）—Chiappa Product Page with images
- （英文）—MKS "White Rhino" Product Page with images （页面存档备份，存于）
- （英文）—Modern Firearms－Armi Chiappa "Rhino" revolver （页面存档备份，存于）
- （英文）—Weapon.ge—Armi Chiappa "Rhino" （页面存档备份，存于）
- （英文）—The Firearm Blog.com—
  - Chiappa Rhino Revolver （页面存档备份，存于）
  - Rhino revolver in brushed nickel （页面存档备份，存于）
  - Chiappa Rhino Review （页面存档备份，存于）
  - Chiappa Rhino Review （页面存档备份，存于）
  - The difference between a Gun, a Stripper & a G-String. Spearmint Rhino Sues Chiappa ［SFW］ （页面存档备份，存于）
  - Chiappa Rhino Revolver .40 S&W （页面存档备份，存于）
  - Chiappa Rhino 200D .357 Magnum Review （页面存档备份，存于）
  - Review: Chiappa Rhino 60DS AKA White Rhino （页面存档备份，存于）
  - “Its SIMPLE” – Chiappa Rhino Revolver Internals （页面存档备份，存于）
- （英文）—The Truth About Guns.com—
  - Gun Review: Chiappa Firearms Rhino （页面存档备份，存于）
  - Is the Chiappa Rhino the Next Taurus Judge? （页面存档备份，存于）
  - Ruger SP01 vs. Chiappa Rhino （页面存档备份，存于）
  - Chiappa: Rhino Will Dominate Pistol Competition （页面存档备份，存于）
  - Does the Chiappa Rhino Need Rhinoplasty? （页面存档备份，存于）
  - ［Not So］ New from Chiappa: Rhino Revolver in .40S&W （页面存档备份，存于）
  - The Chiappa Rhino Trigger Job Has Landed （页面存档备份，存于）
- （英文）—Tactical-Life.com—
  - CHIAPPA RHINO 40DS （页面存档备份，存于）
  - CHIAPPA RHINO .357 MAG （页面存档备份，存于）
  - Chiappa Rhino .357 Magnum （页面存档备份，存于）
  - Video: Rapid fire .357 Magnum Chiappa Rhino revolver. （页面存档备份，存于）
  - Fairfax, Virginia museum receives world-class gun collection. （页面存档备份，存于）
  - More Charter Arms revolvers approved for California. （页面存档备份，存于）
  - Magnum Force: 9 High-Powered Pistols & Revolvers（页面存档备份，存于）
- （英文）—Personal Defense World.com—
  - 32 Revolvers From CONCEALED CARRY HANDGUNS 2016（页面存档备份，存于）
  - 14 Formidable .357 Magnum Revolvers （页面存档备份，存于）
  - 21 of the Best Pocket Pistols Currently Available （页面存档备份，存于）
  - 25 Concealed Carry Handguns In Today’s Marketplace（页面存档备份，存于）
  - 11 Revolvers From the GUN BUYER’S ANNUAL 2016 Buyer’s Guide（页面存档备份，存于）
  - 21 Ultra-Concealable, High-Powered Snub-Nose Revolvers（页面存档备份，存于）
  - 20 Home Defense Handguns To Protect You And Your Family（页面存档备份，存于）
  - Hand Cannons: 9 High-Powered Magnum Handguns（页面存档备份，存于）
- （俄文）—Энциклопедия Вооружений－Armi Chiappa Rhino
- （简体中文）—轻兵器—别样风情 齐亚帕公司犀牛转轮手枪（一）